# Etefón
El etefón (en inglés, ethephon), cuyo nombre sistemático es ácido 2-cloroetilfosfónico, es el regulador del crecimiento vegetal más utilizado. Si bien la Agencia de Protección Ambiental de los Estados Unidos (EPA) lo clasifica como tal, en realidad es el etileno, uno de los productos de la hidrólisis del etefón, el compuesto orgánico activo que ejerce las funciones de regulador.

## Historia
El etefón fue sintetizado por primera vez por los investigadores rusos Kabachnick y Rossiiskaya. Actualmente, el etefón es producido por Rhône-Poulenc (Bayer Crop Science), y por Jiangsu Anpon Electrochemicals Co. en China.

## Metabolismo del etefón en las plantas
La hidrólisis de este producto químico se produce a pH 5 o superior liberando ion Cl-, ion fosfato y etileno, un potente regulador del crecimiento y de la maduración. La hidrólisis del etefón se realiza mayormente en la superficie de las hojas de las plantas en las que se pulverizó. La traslocación se produce desde las hojas basales hacia las apicales y hasta el fruto, pero no se registra movimiento en sentido inverso (basípeto). En general, solo un porcentaje pequeño del producto aplicado es absorbido aunque resulta suficiente para generar el efecto buscado.

## Uso experimental
Experimentalmente, se lo ha utilizado con fines múltiples:
1. ruptura de la dormición y germinación de semillas (maní, geranio);
2. brotación de bulbos (gladiolo);
3. retardo de crecimiento y aumento de la tolerancia al frío en plántulas de tomate recién trasplantadas;
4. ruptura de la dormición de meristemas basales en rosales;
5. inducción floral (ananá); y
6. demora de la floración para disminuir el peligro de heladas primaverales (cerezos dulces, ciruelos).

También se lo ha utilizado, con moderado impacto comercial, para:
1. el raleo de frutos (manzanos, duraznero o melocotoneros);
2. lograr la abscisión de frutos a la cosecha (forma de facilitar y concentrar la cosecha, por ejemplo, de árboles productores de frutos secos como en el nogal y el pecán), etc;
3. adelantar y uniformar la maduración de frutos climatéricos, aunque su uso comercial es limitado, ya que se prefiere aplicar directamente etileno (o un análogo, como el acetileno) en cámaras cerradas.

## Uso comercial
El etefón es usado con frecuencia en trigo, café, tabaco, algodón y arroz con el fin de coadyuvar a la maduración rápida de los frutos. El cultivo del algodón es aquel en el cual el uso del etefón es más importante. El etefón inicia la fructificación del algodón, promueve una apertura temprana y concentrada en el tiempo de sus cápsulas, y mejora la desfoliación, lo cual facilita y vuelve más eficiente la recolección programada. Con la aplicación de etefón, mejoró la calidad del algodón cosechado.
El etefón también es ampliamente utilizado por los productores de ananá para iniciar (forzar) el desarrollo reproductivo de sus frutos (piña). El etefón también se rocía sobre las frutas de piña verde-maduras para desverdizarlas y así cumplir con los requisitos de producción y de comercialización. En frutos de algunas especies, puede ocasionar algún efecto perjudicial sobre la calidad, en particular sobre la textura.

## Riesgos de toxicidad
Sin cuestionar la preocupación de muchos grupos ambientalistas por la presunta toxicidad que podría resultar del uso indiscriminado de ciertos reguladores del crecimiento y de los fertilizantes, el riesgo de toxicidad del etefón es bajo si se utiliza correctamente. Por otra parte, el etefón aplicado en la planta se convierte muy rápidamente en etileno, un gas que se encuentra libre en la naturaleza.
De cualquier forma, se deben seguir con precaución los protocolos de aplicación para evitar efectos indeseables, ya que se trata de un producto corrosivo de categoría I, altamente corrosivo incluso en el caso de exposiciones breves. A diferencia de otros compuestos organofosforados puede no llegar a inhibir la acetilcolinesterasa, pero en el caso de exposiciones crónicas (es decir, de largo término) podría comportarse como inhibidor de la colinesterasa, es decir, como una neurotoxina que puede causar problemas cardíacos.